# ライアン・ネルセン
ライアン・ウィリアム・ネルセン ONZM（Ryan William Nelsen ONZM, 1977年10月18日 - ）は、ニュージーランド・クライストチャーチ出身の元同国代表サッカー選手、現サッカー指導者。現役時代のポジションはディフェンダー。オールホワイツ（代表の愛称）では主将を務めた。

## クラブ経歴
クライストチャーチ生まれ。セント・トーマス・オブ・カンタベリーカレッジを卒業し渡米。アメリカ合衆国グリーンズボロ大学サッカークラブで2年間を過ごしたのちスタンフォード大学サッカークラブへ移籍。スタンフォード大学に在学した2年間で政治学を専攻し卒業した。
2001年のドラフト4位でMLSのD.C. ユナイテッドへ入団。2003年からキャプテンを務め、同年と翌年にMLSベストイレブンに選出される。MLS4年間の在籍中に7ゴール、5アシストを記録した。
2005年1月6日にプレミアリーグのブラックバーン・ローヴァーズFCに入団。ディフェンスの立て直しに成功し3年間の契約延長に合意した後、ブラックバーンの援助もあり就労ビザの取得に成功した（サッカーニュージーランド代表はFIFAランク70位以降のため就労許可が得られなかった）。2006年度にはオセアニア年間最優秀選手賞を受賞。2006-07シーズンはハムストリングの損傷により出場機会を減らすが2007年に復帰すると、同年よりブラックバーンの主将に就任する。シーズン終了後にクラブと5年間の契約延長に合意。2009年4月26日の対ウィガン・アスレティックFC戦でプレミアリーグ初ゴールを記録した。
2011年4月に膝を負傷して以降は1試合の出場に留まり、翌年1月にブラックバーンとの契約を解除。同2月1日にトッテナム・ホットスパーFCと契約した。
シーズン終了を以てスパーズを退団し、6月18日にクイーンズ・パーク・レンジャーズFCと1年契約を交わした。
QPRではシーズン開幕以来全21試合に出場するなど主力としてプレーしていたが、2013年2月1日にMLSのトロントFC監督に就任することが発表された。

## 代表経歴
ニュージーランド代表として1999年6月19日、ポーランド代表戦でA代表デビューを果たした。
2008年に行われた北京オリンピックにはオーバーエイジ枠で選出された（ブラックバーンとの契約により初戦と第2戦のみの出場）。
2010 FIFAワールドカップでは3試合に出場。グループリーグ敗退に終わったものの、3引き分けで出場国中唯一の無敗であった。
2012年、ロンドン・オリンピックにも2大会連続オーバーエイジ枠で選出された。

## 所属クラブ
- グリーンズボロ大学 1997-1999
- スタンフォード大学 1999-2001
- D.C. ユナイテッド 2001-2005
- ブラックバーン・ローヴァーズFC 2005-2012.2
- トッテナム・ホットスパーFC 2012.2-2012.6
- クイーンズ・パーク・レンジャーズFC 2012-2013.1

## 代表歴

### 出場大会
- ニュージーランド代表
  - 2010 FIFAワールドカップ

### 試合数
- 国際Aマッチ 49試合 7得点（1999年-2012年）[5]

| ニュージーランド代表 | 国際Aマッチ | 国際Aマッチ |
| 年                   | 出場        | 得点        |
| -------------------- | ----------- | ----------- |
| 1999                 | 9           | 0           |
| 2000                 | 3           | 1           |
| 2001                 | 6           | 0           |
| 2002                 | 5           | 3           |
| 2003                 | 6           | 1           |
| 2004                 | 3           | 2           |
| 2005                 | 0           | 0           |
| 2006                 | 0           | 0           |
| 2007                 | 0           | 0           |
| 2008                 | 2           | 0           |
| 2009                 | 4           | 0           |
| 2010                 | 7           | 0           |
| 2011                 | 0           | 0           |
| 2012                 | 4           | 0           |
| 通算                 | 49          | 7           |

## 監督歴
- トロントFC 2013.2-2014.8

## タイトル

### 選手時代
D.C. ユナイテッド
- MLSカップ：1回（2004）

ブラックバーン・ローヴァーズFC
- UEFAインタートトカップ：1回（2007）

ニュージーランド代表
- OFCネイションズカップ：2回（2002、2008）

## 栄誉
- ニュージーランド・メリット勲章ONZM（2011）